# Oliver Wendell Holmes sr.

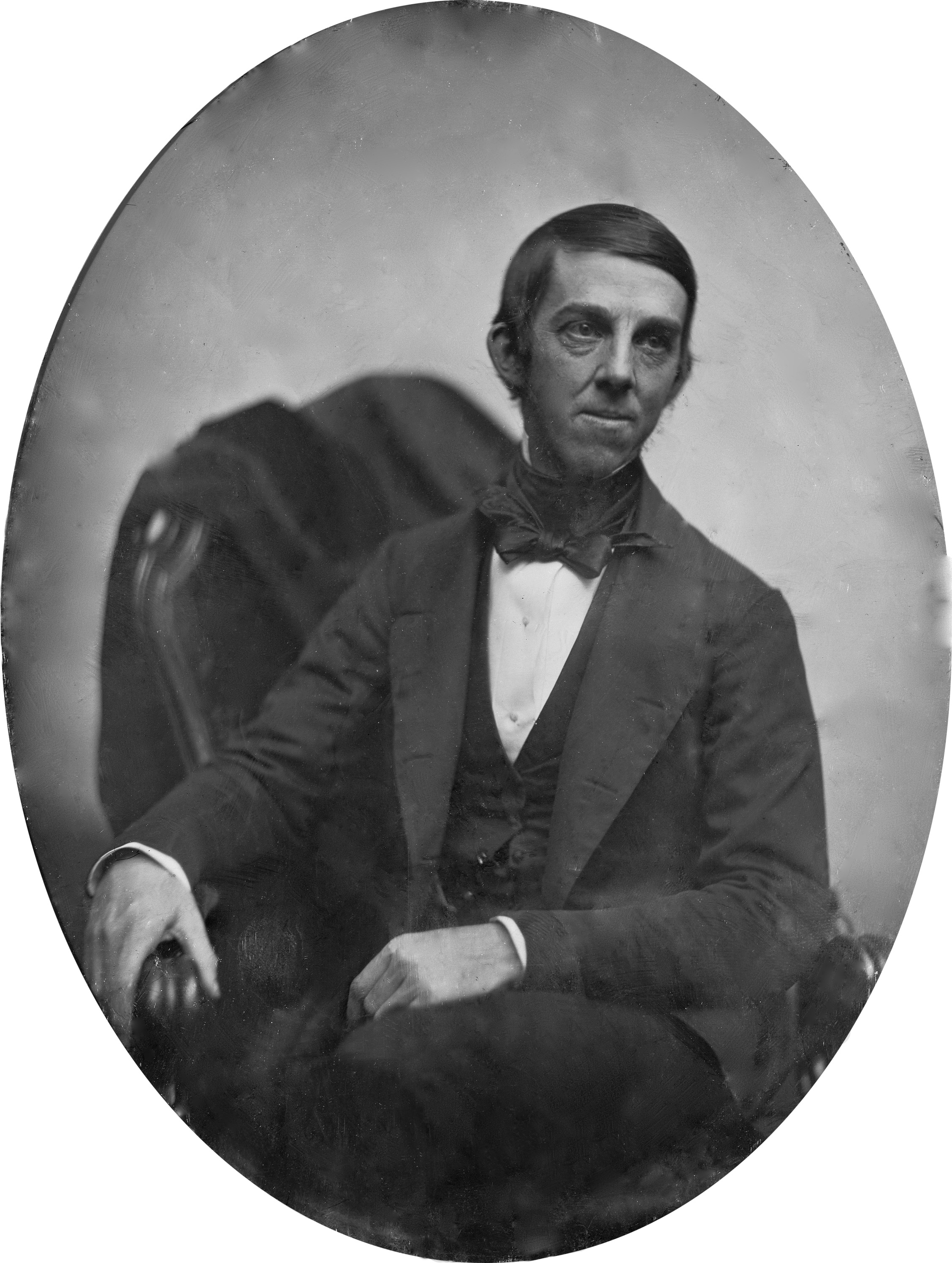
Daguerrotype van Holmes omstreeks 1853

Oliver Wendell Holmes sr. (Cambridge, 29 augustus 1809 - aldaar, 7 oktober 1894) was een Amerikaanse arts, dichter, hoogleraar, docent en auteur. Hij was de vader van de jurist Oliver Wendell Holmes jr.
Holmes stond aan de basis van de moderne Amerikaanse geneeskunde en werd tezelfdertijd hooglijk als literator gewaardeerd. Zijn collega's noemden hem zelfs een van de beste schrijvers van de 19e eeuw. Hij maakte deel uit van de groep Fireside Poets, samen met Henry Wadsworth Longfellow, William Cullen Bryant, John Greenleaf Whittier en James Russell Lowell. Een van zijn bekendste prozawerken is de serie "Breakfast-Table", die hij in 1858 begon te publiceren in het maandblad The Atlantic Monthly. Hij nam ook deel aan debatten over geneeskunde en literatuur, theologie, psychologie en natuurwetenschappen. Door zijn redenaarstalent en humor werd hij veel gevraagd om publieke toespraken te houden bij banketten en andere gelegenheden, een rol die later overgenomen werd door Mark Twain.

## Gepubliceerd werk (selectie)
Poëzie
- Poems (1836)
- Songs in Many Keys (1862)
- Last Charge, The

Romans
- Elsie Venner (1861)
- The Guardian Angel (1867)
- A Mortal Antipathy (1885)

Andere boeken
- Puerperal Fever as a Private Pestilence (1855)
- The Autocrat of the Breakfast-Table (1858)
- The Professor at the Breakfast-Table (1860)
- The Poet at the Breakfast-Table (1872)
- Over the Teacups (1891)

Artikelen
- "The Stereoscope and the Stereograph", The Atlantic Monthly, volume 6 (1859)
- "Sun-painting and sun-sculpture", The Atlantic Monthly, volume 8 (July 1861)
- "Doings of the sun-beam", The Atlantic Monthly, volume 12 (July 1863)

Biografieën en reisbeschrijvingen
- John Lothrop Motley, A Memoir (1876)
- Ralph Waldo Emerson (1884)
- Our Hundred Days in Europe (1887)

- Biblioteca Nacional de España: XX4770683
- Bibliothèque nationale de France: cb120319970 (data)
- Catàleg d'autoritats de noms i títols de Catalunya: 981058608236206706
- Gemeinsame Normdatei: 118706608
- International Standard Name Identifier: 0000 0001 2276 0877
- Library of Congress Control Number: n80032729
- Nationale Bibliotheek van Letland: 000167268
- MusicBrainz: 0643a15a-d968-44ce-8ff6-8a7b8c075972
- Bibliotheek van het Japanse parlement: 001265686
- Nationale Bibliotheek van Tsjechië: nlk20000089411
- Nationale bibliotheek van Australië: 35203292
- Nationale Bibliotheek van Israël: 987007271056505171
- Nationale Bibliotheek van Polen: a0000002353593
- Nederlandse Thesaurus van Auteursnamen: 067993494
- PIC: 298296
- Réseau des bibliothèques de Suisse occidentale: 02-A012310735
- RKD-Nederlands Instituut voor Kunstgeschiedenis: 380199
- Istituto Centrale per il Catalogo Unico: RAVV075959
- LIBRIS: 286063
- SNAC: w6qp6xrj
- Système universitaire de documentation: 028495586
- Trove: 863518
- Union List of Artist Names: 500030942
- Virtual International Authority File: 7405944
- WorldCat: E39PBJr7QFvDBRfdmXBqXYdvpP